# Henry Kingsley

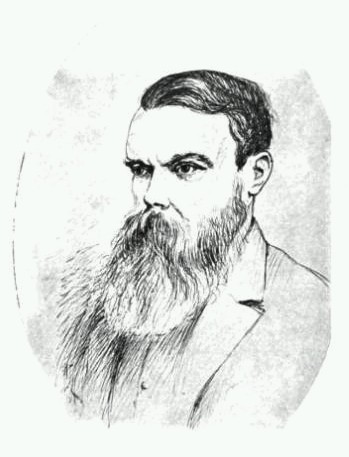
Henry Kingsley.

Henry Kingsley (Northamptonshire, Inglaterra, 2 de enero de 1830 - Sussex, 24 de mayo de 1876) fue un novelista inglés, hermano de Charles Kingsley.
Kingsley fue hijo del Reverendo Charles Kingsley, descendiente de una larga línea de clérigos y soldados. De joven, Kingsley asistió a King's College, en Londres, y Worcester College, en Oxford, de donde salió sin haberse graduado. Gracias a una herencia afortunada, consiguió librarse de las deudas económicas con Oxford y emigró a Australia en 1853, donde se involucró en la búsqueda de oro y en la policía montada en Melbourne.
Fue en Australia donde Henry Kingsley escribió Geoffrey Hamlin, su primera obra. Cuando regresó al Reino Unido en 1858, Kingsley se dedicó por entero a la literatura, publicando Geoffrey Hamlyn (1859), The Hillyars and the Burtons (1865), Ravenshoe (1861), y Austin Elliot (1863). En 1869, Kingsley comenzó a trabajar como editor de un periódico en Edimburgo, pero antes de un año dejó el empleo para ser corresponsal de guerra en la Guerra Franco-prusiana.
Kingsley murió de cáncer de lengua.
- Datos: Q322900
- Multimedia: Henry Kingsley / Q322900